# Qaarsut

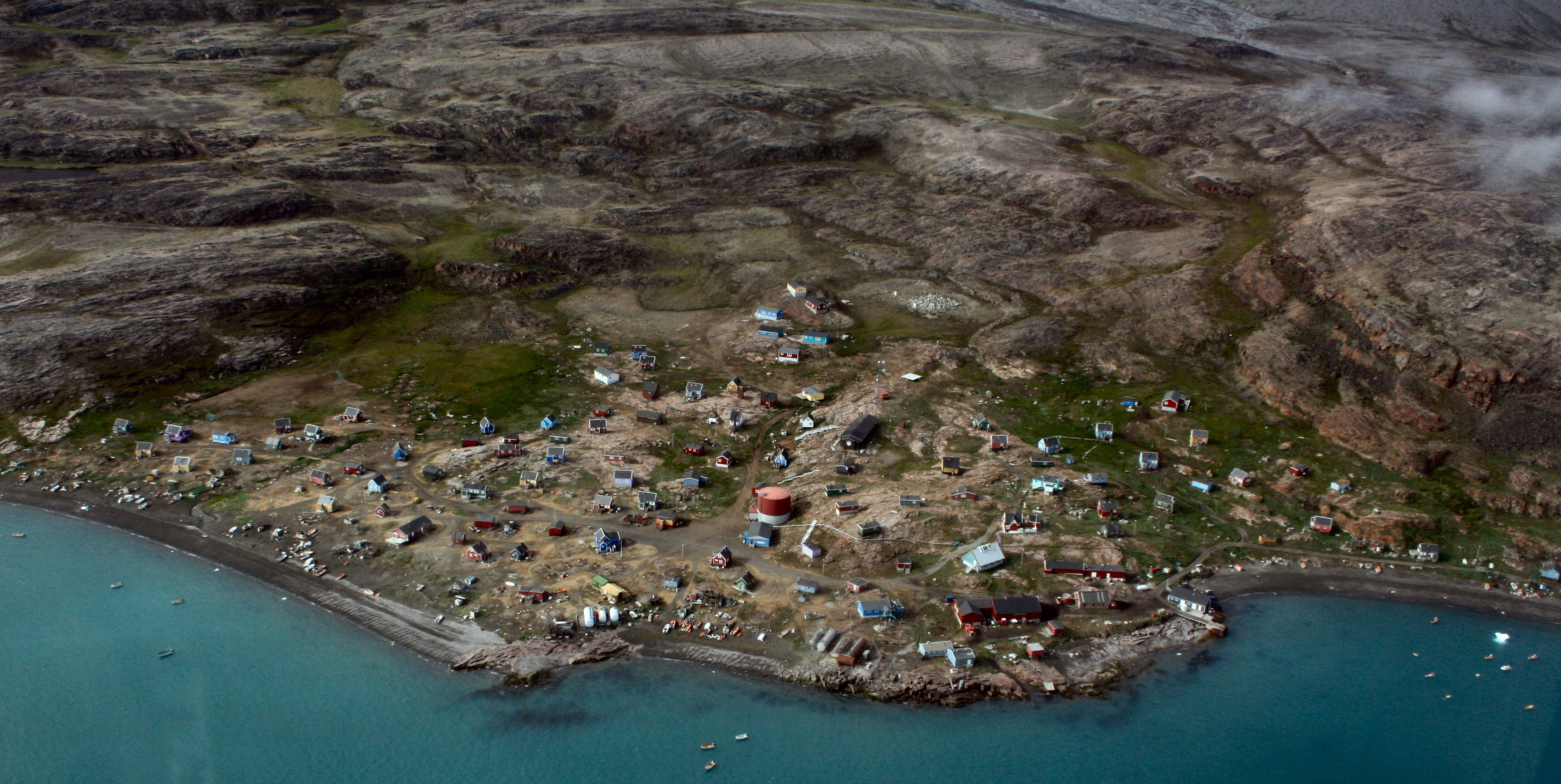
Qaarsut från luften

Qaarsut, gammal stavning Qaersut,  är en liten by (danska: ”bygd”) inom Uummannaq kommun i Västra Grönland. Den ligger på norra sidan av den stora Nussuaq-halvön. Invånarantalet är cirka 200 personer. Från 1778 till 1924 bröts kol i en gruva i Qaarsuarsuk utanför Qaarsut. Det var Grönlands första kolgruva.
Genom att huvudorten Uummannaq ligger på en liten och bergig ö gick det inte att lägga kommunens flygplats vid huvudorten, utan den byggdes på andra sidan fjorden på en slätt utanför Qaarsut som kallas Qaarsuarsuit. Inom Air Greenland beskrivs Qaarsuts flygplats som ”i praktiken Uummannaqs flygplats”, trots sitt namn. Men för att ta sig till huvudorten måste man flyga de 21 kilometrarna med helikopter, vilket tar 10-15 minuter. Flygplatsen har internationell flygplatskod JQA, och invigdes 29 september 1999.

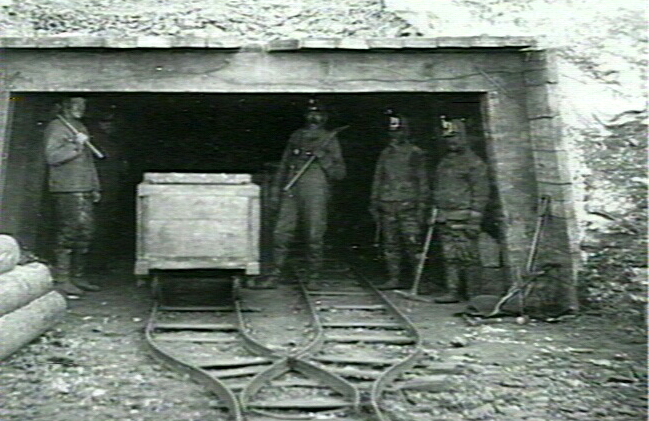
Kolgruvan i Qaarsut 1907